# Есет Караулы
Есет Караулы (1779—1869) — казахский акын и жырау. Участник национально-освободительного восстания Младшего жуза под предводительством Исатая Тайманова.
Есет Караулы родился в 1779 году в Кзылкогинском районе на территории нынешней Атырауской области. Происходит из рода бериш племени байулы Младшего жуза. С детских лет приобщился к сокровищнице казахского поэтического искусства, хорошо знал народные предания и легенды, произв. героического эпоса и лирические песни. Как акын-сказитель способствовал их распространению в народе, исполняя произведения казахского фольклора в различных местностях Приуралья, где его имя пользовалось широкой известностью.
До наших дней сохранилось очень мало оригинальных произведений Есет Караулы, в основном это стихотворения философско-назидательного характера. Поэт размышляет о смысле жизни, описывает то состояние души, когда его посещает вдохновение («Береза у подножия горы», «Я, я это был…»).
Своим творчеством Есет Караулы стремился пробуждать в людях добрые чувства, сострадание к ближнему, развивал гуманистические идеи («В горах есть пестрый камень»). В его поучениях молодежи отсутствует навязчивый дидактизм, он призывает юных относиться друг к другу с пониманием и терпимостью, учит их уважению старости («Состарился и стал я немощен»).
Стихотворения Есет Караулы впервые были изданы в 1908 году в городе Казани в сборнике М. Бекмухамбетулы «Жаксы упт» («Добрые наставления»). Литературные произведения Есет Караулы вошли в поэтические сборники «Шайыр» (Оренбург, 1910—1912), «Мурат акыннын, сездер» (Ташкент, 1924), «Ертедеп эдебиет нуекдлары» (Алматы, 1967), «Ак, берен» (Алматы, 1972) «Бес гасыр жырлайды» (1 т., Алматы, 1984,1989).
Есет Караулы умер 1869 году в родных местах.